# Arrondissement Évry
Évry is een arrondissement van het Franse departement Essonne in de regio Île-de-France. De onderprefectuur is Évry-Courcouronnes.

## Kantons
Het arrondissement was tot 2014 samengesteld uit de volgende kantons:
- Kanton Brunoy
- Kanton Corbeil-Essonnes-Est
- Kanton Corbeil-Essonnes-Ouest
- Kanton Draveil
- Kanton Épinay-sous-Sénart
- Kanton Évry-Nord
- Kanton Évry-Sud
- Kanton Grigny
- Kanton Mennecy
- Kanton Milly-la-Forêt
- Kanton Montgeron
- Kanton Morsang-sur-Orge
- Kanton Ris-Orangis
- Kanton Saint-Germain-lès-Corbeil
- Kanton Yerres
- Kanton Vigneux-sur-Seine
- Kanton Viry-Châtillon